# Seznam turških slikarjev
Seznam turških slikarjev.

## A
- İsmail Acar
- Avni Arbas
- Aydın Ayan

## B
- Osman Hamdi Bey

## D
- Abidin Dino

## E
- Bedri Rahmi Eyüboğlu

## G
- Erkan Genis

## L
- Abdulcelil Levni

## M
- Fikret Muallâ

## N
- Ali-Shir Nava'i

## Z
- Fahrelnissa Zeid